# Vogtlands voetbalkampioenschap 1930/31
In 1930/31 werd het zestiende Vogtlands voetbalkampioenschap gespeeld, dat georganiseerd werd door de Midden-Duitse voetbalbond. De competitie van Göltzchtal werd ook bij Vogtland ondergebracht, maar beide competities bleven nog twee seizoenen apart bestaan. De winnaars bekampten elkaar voor de titel waardoor wel en het ticket voor de eindronde. 
1. VFC Plauen versloeg SV 1912 Grünbach na verlengingen en plaatste zich voor de Midden-Duitse eindronde. De club versloeg FC Saxonia Bernsbach en verloor dan van Dresdner SC. Echter protesteerde Grünbach omdat in het reglement stond dat bij een gelijkspel een replay gespeeld moest worden in plaats van verlengingen. Grünbach werd in het gelijk gesteld en in Falkenstein werd een tweede wedstrijd gespeeld die met 3:0 gewonnen werd door Grünbach. De club kreeg de titel alsnog maar voor de Midden-Duitse eindronde was het inmiddels te laat. 

## Gauliga

### Vogtland
| Plaats | Club                       | Wed. | W  | G | V  | Saldo | Ptn.  |
| ------ | -------------------------- | ---- | -- | - | -- | ----- | ----- |
| 1.     | 1.Vogtländischer FC Plauen | 16   | 14 | 1 | 1  | 69:20 | 29:3  |
| 2.     | Plauener SuBC 1905         | 16   | 13 | 1 | 2  | 59:24 | 27:5  |
| 3.     | VfB Plauen                 | 16   | 7  | 3 | 6  | 41:31 | 17:15 |
| 4.     | VfR 1919 Plauen            | 16   | 7  | 2 | 7  | 45:48 | 16:16 |
| 5.     | SV Konkordia 1905 Plauen   | 16   | 5  | 3 | 8  | 31:39 | 13:19 |
| 6.     | Elsterberger BC 1912       | 16   | 5  | 3 | 8  | 36:48 | 13:19 |
| 7.     | SC 1909 Markneukirchen     | 16   | 5  | 3 | 8  | 34:46 | 13:19 |
| 8.     | SC Merkur Oelsnitz         | 16   | 4  | 2 | 10 | 19:40 | 10:22 |
| 9.     | SpVgg 1909 Plauen          | 16   | 2  | 2 | 12 | 22:60 | 6:26  |

|  | Geplaatst voor finale |
|  | Degradatie            |

### Göltzschtal
| Plaats | Club                        | Wed. | W  | G | V  | Saldo | Ptn.  |
| ------ | --------------------------- | ---- | -- | - | -- | ----- | ----- |
| 1.     | SV 1912 Grünbach            | 14   | 10 | 1 | 3  | 50:21 | 21:7  |
| 2.     | SpVgg 06 Falkenstein        | 14   | 10 | 0 | 4  | 46:20 | 20:8  |
| 3.     | FC Teutonia 1911 Netzschkau | 14   | 8  | 1 | 5  | 52:34 | 17:11 |
| 4.     | FC Sturm Reichenbach        | 14   | 6  | 2 | 6  | 27:43 | 14:14 |
| 5.     | 1. FC 07 Reichenbach        | 14   | 6  | 0 | 8  | 19:20 | 12:16 |
| 6.     | VfB Lengenfeld 1908         | 14   | 5  | 2 | 7  | 20:31 | 12:16 |
| 7.     | VfB 1906 Auerbach           | 14   | 4  | 2 | 8  | 18:34 | 10:18 |
| 8.     | VfB Rodewisch               | 14   | 2  | 2 | 10 | 23:52 | 6:22  |

### Finale
|  |                            |              |                  |  |
|  | 1.Vogtländischer FC Plauen | 2 – 1 (n.v.) | SV 1912 Grünbach |  |
|  |                            |              |                  |  |

Grünbach protesteerde tegen de uitslag omdat verlengingen niet afgesproken waren. De wedstrijd werd herspeeld en Grünbach won, echter voor de eindronde was het te laat, daar had Plauen al aan deelgenomen. 
Replay
|  |                            |       |                  |  |
|  | 1.Vogtländischer FC Plauen | 0 – 3 | SV 1912 Grünbach |  |
|  |                            |       |                  |  |